# Persicaria lapathifolia
Knudet pileurt (Persicaria lapathifolia) er en enårig plante, som er udbredt alle steder på nær visse regioner i Afrika og Sydamerika. Denne hovedart omfatter bl.a. underarterne bleg pileurt (P. lapathifolia ssp. pallida) og knudet pileurt (P. lapathifolia ssp. lapathifolia). 

## Beskrivelse
Vækstformen er opret med en typisk højde på 10-80 cm. De 5-20 cm lange blade er lancetformede, helrandede og fjernervede. Oftest ses en plet i midten af bladet. Bladene er spredtstillede. Blomsterstanden er i nikkende akse. Nødden er brunsort og rundflad. Kimstænglen er ofte rødlig.
Blomstringen foregår i juli-oktober. Dens frøspredning er endozooisk, hvilket betyder, at frøet passerer skadefrit gennem tarmen.
Karakteristika er variable, fordi planten er et artskompleks, som dermed består af adskillige former og varieteter, der til dels afspejler artens lokalmiljø. Eksempelvis findes underarterne bleg pileurt (P. lapathifolia ssp. pallida) og knudet pileurt (P. lapathifolia ssp. lapathifolia).

## Hjemsted
Arten findes på alle danske egne. Arten har hjemmehørende status i Danmark.
Arten forekommer oftest ved ruderater, vejkanter, søbredder og marker, da planten trives bedst næringsrig og fugtig jord med adgang til megen lys. Den anses derfor for at være ukrudt i dyrkningsarealer, især hvis kulturplanten kun afgiver minimal skygge (såsom majs, havre, hvede, sukkerroer og sojabønner). Dog er planten i sig selv spiselig i moderate mængder, og dens oxalsyre kan reduceres ved opvarmning. Derudover kan planten anvendes i sæbeproduktion.

## Underarter

### Knudet pileurt
Underarten knudet plieurt (ssp. lapathifolia) har normalt et rødligt bloster. Bloster og blomsterstilk har ingen eller kun få kirtler. Dens blomsterstand er smal og spids i enden. Stænglerne er rødlige og stærkt opsvulmede ved knæene. Dens frugter er nødder som typisk er 2 - 2,2 mm lange. Knudet pileurt findes hist og her i Danmark ved søbredder, grøfter, sandstrande og agerjord.

### Bleg pileurt
Bleg pileurt (ssp. pallida) er den underart som er mest udbredt i Danmark. Den kan kendes på at blosteret er grønligt til hvidt. Bloster og blomsterstilk har gule kirtler. Blomsterstanden er bredere end hos ssp. lapathifolia og afrundet i begge ender, og stænglen er kun svagt opsvulmet ved knæene. Nødderne er forholdsvis store med en længde omkring 2,5 - 3 mm. Bleg pileurt er meget almindelig i Danmark på agerjord og ruderater.